# Žižkovec
Žižkovec (německy Zischkowetz) je malá vesnice, část obce Praskačka v okrese Hradec Králové. Nachází se asi 3,5 km na jihozápad od Praskačky. V roce 2009 zde bylo evidováno 11 adres. V roce 2001 zde trvale žilo 8 obyvatel.
Žižkovec leží v katastrálním území Krásnice o výměře 1,88 km².